# 東長澤車站
東長澤車站 （日语：／ Higashi-nagasawa eki */?）是一由東日本旅客鐵道（JR東日本）所經營的鐵路車站，位於日本山形縣最上郡舟形町，是JR東日本陸羽東線沿線的一座無人車站。東長澤車站位於JR東日本仙台支社的管轄範圍內，由新庄車站負責管理。

## 車站結構
東長澤車站是一個僅設有一座側式月台一條乘車線的小型車站，月台上設有一座兼作為候車室的小型站房。
車站四周全是農田完全沒有任何民房。雖然陸羽東線絕大部分的路段都是與當地主要的公路交通動線國道47號並排，但在東長澤附近卻不大相同。國道47號在東長澤車站北方與陸羽東線分流之後進入新築的龜割外環道（亀割バイパス），利用長隧道穿越了車站北側的山區直接通往新庄市區方向。至於傳統的道路交通線北羽前街道在東長澤車站附近則是改稱為國道56號，自車站東側500公尺距離處穿越。鄰近地區主要的聚落大都集中在國道旁，與車站有點距離。至於小國川的河谷，則位於車站西側，在河谷周圍設有木材工廠。

## 相鄰車站
東日本旅客鐵道
■陸羽東線
瀨見溫泉－東長澤－長澤

## 外部連結
- 東長澤車站（JR東日本） （页面存档备份，存于）（日語）

38°45′8.36″N 140°22′56.29″E / 38.7523222°N 140.3823028°E